# 스콧 매켄지
스콧 매켄지(Scott McKenzie, 1939년 1월 10일 ~ 2012년 8월 18일)는 미국의 가수이다.
1957년 언더그라운드 라이브 클럽에서 컨트리 팝 가수 첫 데뷔한 그는 이후 1967년 《San Francisco (Be sure to wear flowers in your hair)》라는 노래를 발표하여 세계적으로 히트하였다.
이후 2010년부터 길랭-바레 증후군을 앓아오다가 2012년 사망하였다.